# Gerīmench
Gerīmench (persiska: Kerīmonj, گریمنچ, Gīrīmenj, Girimānj, Germānj, Gerīmenj) är en ort i Iran.   Den ligger i provinsen Khorasan, i den östra delen av landet, 700 km öster om huvudstaden Teheran. Gerīmench ligger 1 536 meter över havet och antalet invånare är 807.
Terrängen runt Gerīmench är platt åt nordost, men åt sydväst är den kuperad.Runt Gerīmench är det glesbefolkat, med 10 invånare per kvadratkilometer. Gerīmench är det största samhället i trakten. Omgivningarna runt Gerīmench är i huvudsak ett öppet busklandskap.